# Pseudaletia extranea
Pseudaletia extranea là một loài bướm đêm trong họ Noctuidae.